# Дивное (Раздольненский район)
Ди́вное (до 1945 года Лениндо́рф; укр. Дивне, крымскотат. Divnoye, Дивное) — исчезнувшее село в Раздольненском районе Республики Крым, располагавшееся в западной части района, в степной части Крыма, примерно в 2,5 километрах севернее современного села Орловка.

## История
Еврейский переселенческий участок № 45 был основан, видимо, в середине 1930-х годов, поскольку впервые упомянут в составе Ак-Шеихского района (переименованного в 1944 году в Раздольненский), созданного в 1935 году. В том же источнике к селу применено название Зенген (на идиш стебель), оно же записано на километровой карте Генштаба 1941 года (правда, по этой карте поселение с таким названием располагалось примерно в 2,5 км севернее обозначенного на более поздних картах Дивного), как и на двухкилометровке РККА 1942 года. Время присвоения селу названия Лениндорф из документов пока выяснить не удалось; известно, что в 1940 году село уже было центром Лениндорфского сельсовета. Вскоре после начала Великой Отечественной войны часть еврейского населения Крыма была эвакуирована, из оставшихся под оккупацией большинство расстреляны.
Указом Президиума Верховного Совета РСФСР от 21 августа 1945 года Лениндорф был переименован в Дивное и Лениндорфский сельсовет — в Дивновский. С 25 июня 1946 года Дивное в составе Крымской области РСФСР, а 26 апреля 1954 года Крымская область была передана из состава РСФСР в состав УССР. Время упразднения сельсовета и включения в Славянский пока не установлено: на 15 июня 1960 года село уже числилось в его составе. Указом Президиума Верховного Совета УССР «Об укрупнении сельских районов Крымской области» от 30 декабря 1962 года село присоединили к Черноморскому району<. 1 января 1965 года, указом Президиума ВС УССР «О внесении изменений в административное районирование УССР — по Крымской области», вновь включили в состав Раздольненского. Ликвидировано после 1 июня 1977 года, поскольку на эту дату ещё числилось в составе Славянского сельсовета.